# Torriglia
Torriglia est une commune italienne de la ville métropolitaine de Gênes, dans la région Ligurie.

## Administration
| Période                                  | Période  | Identité          | Étiquette                             | Qualité |
| ---------------------------------------- | -------- | ----------------- | ------------------------------------- | ------- |
| 1985                                     | 1995     | Giuseppe Cevasco  | Liste Démocratie Chrétienne           |         |
| 1995                                     | 1999     | Giuseppe Cevasco  | Liste Démocratie Chrétienne           |         |
| 1999                                     | 2004     | Giuseppe Cevasco  | Liste civique du Centre               |         |
| 2004                                     | 2009     | Fabio Fossa       | Liste civique du Centre               |         |
| 2009                                     | en cours | Maurizio Beltrami | Liste civique "Insieme per il futuro" |         |
| Les données manquantes sont à compléter. |          |                   |                                       |         |

### Hameaux
Bavastri, Casaleggio, Cavorsi, Donetta, Garaventa, Laccio, Marzano, Pentema, Scoffera

### Communes limitrophes
Davagna, Lorsica, Lumarzo, Mocònesi, Montebruno, Montoggio, Neirone, Propata, Rondanina, Valbrevenna